# Liste des édifices religieux de Dijon
Cet article recense les lieux de culte des différentes religions sur la commune de Dijon, dans le département français de la Côte-d'Or.

## Christianisme

### Catholicisme

#### Cathédrale
| Monument                 | Paroisse ou ensemble   | Adresse      | Coordonnées                 | Protection                                  | Photographie |
| ------------------------ | ---------------------- | ------------ | --------------------------- | ------------------------------------------- | ------------ |
| Cathédrale Saint-Bénigne | Paroisse Saint Bénigne | 6 Rue Danton | 47° 19′ 17″ N, 5° 02′ 04″ E | Classé MH (1846, crypte) · Classé MH (1862) |              |

#### Églises
| Monument                                      | Paroisse ou ensemble                   | Adresse                                   | Coordonnées                 | Protection                                                       | Photographie |
| --------------------------------------------- | -------------------------------------- | ----------------------------------------- | --------------------------- | ---------------------------------------------------------------- | ------------ |
| Église Saint-Bernard                          | Paroisse Saint-Bernard                 | 12 Boulevard Alexandre 1er de Yougoslavie | 47° 19′ 51″ N, 5° 01′ 10″ E |                                                                  |              |
| Église Sainte-Bernadette                      | Paroisse Bienheureux Jean XXIII        | 4 Avenue des Grésilles                    | 47° 19′ 54″ N, 5° 03′ 53″ E | Classé MH (2011)                                                 |              |
| Église du centre catholique Albert-Decourtray | Paroisse Sacré-Cœur - Saint-Jean-Bosco | Place Granville                           | 47° 21′ 01″ N, 5° 03′ 08″ E |                                                                  |              |
| Église Bienheureuse Élisabeth de la Trinité   | Paroisse Trinité                       | 1 Rue de Bourges                          | 47° 19′ 15″ N, 5° 00′ 20″ E |                                                                  |              |
| Église Notre-Dame                             | Paroisse Notre-Dame                    | 9 Place Notre-Dame                        | 47° 19′ 22″ N, 5° 02′ 30″ E | Classé MH (1840) · Inscrit MH (2002, chapelle,sacristie,galerie) |              |
| Église Sainte-Chantal                         | Paroisse Sainte-Chantal                | 16 Avenue Gustave Eiffel                  | 47° 18′ 55″ N, 5° 01′ 23″ E |                                                                  |              |
| Église Saint-Jean-Bosco                       | Paroisse Sacré-Cœur - Saint-Jean-Bosco | 42 rue de la Charmette                    | 47° 20′ 35″ N, 5° 02′ 28″ E |                                                                  |              |
| Église Saint-Joseph                           | Paroisse Saint-Joseph                  | 23 rue Jouvence                           | 47° 19′ 49″ N, 5° 02′ 17″ E |                                                                  |              |
| Église Saint-Michel                           | Paroisse Saint-Michel                  | Place Saint-Michel                        | 47° 19′ 15″ N, 5° 02′ 43″ E | Classé MH (1840)                                                 |              |
| Église Saint-Paul                             | Paroisse Saint Paul                    | 55 Rue Clément Janin                      | 47° 18′ 27″ N, 5° 03′ 17″ E |                                                                  |              |
| Église Saint-Pierre                           | Paroisse Saint-Pierre                  | 11 Place Wilson                           | 47° 18′ 56″ N, 5° 02′ 32″ E |                                                                  |              |
| Église du Sacré-Cœur                          | Paroisse Sacré-Cœur - Saint-Jean-Bosco | 5 bis Rue Racine                          | 47° 20′ 08″ N, 5° 03′ 10″ E | Classé MH (2012)                                                 |              |

#### Chapelles
| Monument                                      | Paroisse ou ensemble              | Adresse                           | Coordonnées                 | Photographie |
| --------------------------------------------- | --------------------------------- | --------------------------------- | --------------------------- | ------------ |
| Chapelle de l'Assomption                      | Paroisse Notre-Dame               | 9 Place Notre-Dame                | 47° 19′ 22″ N, 5° 02′ 30″ E |              |
| Chapelle ducale de la Chartreuse de Champmol  |                                   | Avenue Albert 1er                 | 47° 19′ 03″ N, 5° 00′ 13″ E |              |
| Chapelle Notre-Dame de la Providence de Dijon |                                   | Rue Caroline Aigle                |                             |              |
| Chapelle Sainte-Jeanne-d'Arc                  | Paroisse Sainte-Jeanne-d'Arc      | 17 Boulevard Jeanne d'Arc         | 47° 19′ 04″ N, 5° 03′ 56″ E |              |
| Chapelle Saint-Joseph-Cottolengo              | Paroisse Saint-Bénigne            | 2 impasse Thibaudot               | 47° 19′ 10″ N, 5° 01′ 29″ E |              |
| Chapelle Saint-Louis                          | Paroisse Saint-Pierre             | 42 Rue de la Chapelle Saint Louis | 47° 10′ 53″ N, 5° 01′ 18″ E |              |
| Chapelle Saint-Vincent-de-Paul                | Paroisse Saint-Bénigne            | 17 ter Rue de la Manutention      | 47° 19′ 01″ N, 5° 02′ 03″ E |              |
| Grande Chapelle du petit Cîteaux              | Paroisse Bénédictines adoratrices | 40 Rue Condorcet                  | 47° 19′ 09″ N, 5° 01′ 59″ E |              |
| Petite Chapelle du petit Cîteaux              | Paroisse Bénédictines adoratrices | 40 Rue Condorcet                  | 47° 19′ 09″ N, 5° 01′ 59″ E |              |

#### Anciennes Églises
| Monument               | Coordonnées                 | Photographie |
| ---------------------- | --------------------------- | ------------ |
| Église Sainte-Anne     | 47° 19′ 04″ N, 5° 02′ 17″ E |              |
| Tour Saint-Nicolas     |                             |              |
| Église Saint-Étienne   | 47° 19′ 15″ N, 5° 02′ 39″ E |              |
| Église Saint-Jean      | 47° 19′ 13″ N, 5° 02′ 10″ E |              |
| Église Saint-Philibert | 47° 19′ 15″ N, 5° 02′ 06″ E |              |

#### Anciennes Chapelles
| Monument                                 | Coordonnées                 | Photographie |
| ---------------------------------------- | --------------------------- | ------------ |
| Chapelle de l'ancien collège des Godrans | 47° 19′ 09″ N, 5° 02′ 35″ E |              |
| Chapelle des Carmélites                  | 47° 19′ 09″ N, 5° 02′ 21″ E |              |
| Chapelle des Élus                        | 47° 19′ 18″ N, 5° 02′ 29″ E |              |
| Chapelle du Saint Esprit                 | 47° 19′ 13″ N, 5° 02′ 30″ E |              |
| Chapelle Sainte-Croix-de-Jérusalem       | 47° 19′ 02″ N, 5° 01′ 45″ E |              |
| Grande chapelle de l'hôpital général     | 47° 19′ 02″ N, 5° 01′ 45″ E |              |

#### Églises détruites
| Monument        | Photographie |
| --------------- | ------------ |
| Sainte-Chapelle |              |

#### Couvents
- Couvent de la Visitation
- Couvent des Cordeliers
- Couvent des Carmes

### Protestantisme

#### Église réformée
| Monument | Église                    | Adresse                 | Coordonnées                 | Photographie |
| -------- | ------------------------- | ----------------------- | --------------------------- | ------------ |
| Temple   | Église réformée de France | 14 Boulevard De Brosses | 47° 19′ 30″ N, 5° 02′ 12″ E |              |

#### Église réformée évangélique
| Monument                                | Église                      | Adresse                           | Coordonnées | Photographie |
| --------------------------------------- | --------------------------- | --------------------------------- | ----------- | ------------ |
| Église Protestante Évangélique de Dijon | Église réformée évangélique | 20 boulevard Docteur Jean Veillet |             |              |

### Orthodoxie

#### Chapelle copte orthodoxe
| Monument                          | Paroisse ou ensemble                   | Adresse                   | Coordonnées                 | Protection       | Photographie |
| --------------------------------- | -------------------------------------- | ------------------------- | --------------------------- | ---------------- | ------------ |
| Chapelle Saint-Jean le Théologien | Paroisse Sacré-Cœur - Saint-Jean-Bosco | 12 Avenue Aristide Briand | 47° 19′ 55″ N, 5° 03′ 03″ E | Classé MH (1947) |              |

#### Chapelles orthodoxes
| Monument                         | Paroisse ou ensemble    | Adresse                  | Coordonnées                 | Photographie |
| -------------------------------- | ----------------------- | ------------------------ | --------------------------- | ------------ |
| Chapelle Saint-François-d’Assise | Paroisse Saint-Bernard  | 20 Boulevard de l'Ouest  | 47° 19′ 31″ N, 5° 00′ 55″ E |              |
| Chapelle Saint-Jacques           | Paroisse Sainte-Chantal | 13 Rue du Colonel Picard | 47° 18′ 27″ N, 5° 00′ 40″ E |              |

### Évangélisme

#### Église Évangélique
| Monument                     | Église         | Adresse               | Coordonnées | Photographie |
| ---------------------------- | -------------- | --------------------- | ----------- | ------------ |
| Église Évangélique le Refuge | Église de Dieu | 25 rue des Corroyeurs |             |              |

#### Église Evangélique de Pentecôte
| Monument                        | Église                          | Adresse             | Coordonnées | Photographie |
| ------------------------------- | ------------------------------- | ------------------- | ----------- | ------------ |
| Église Evangélique de Pentecôte | Église évangélique de Pentecôte | 9 Rue Vivant Carion |             |              |

#### Église Évangélique Baptiste
| Monument                                      | Église                      | Adresse        | Coordonnées | Photographie |
| --------------------------------------------- | --------------------------- | -------------- | ----------- | ------------ |
| Église Évangélique Baptiste la Bonne Nouvelle | Église évangélique Baptiste | 5 rue du Lycée |             |              |

### Adventisme
| Monument | Église                             | Adresse                      | Coordonnées | Photographie |
| -------- | ---------------------------------- | ---------------------------- | ----------- | ------------ |
| Église   | Église adventiste du septième jour | 26 Boulevard de l'Université |             |              |

## Judaïsme
| Monument  | Adresse               | Coordonnées                 | Protection        | Photographie |
| --------- | --------------------- | --------------------------- | ----------------- | ------------ |
| Synagogue | 5 Rue de la Synagogue | 47° 19′ 03″ N, 5° 02′ 41″ E | Inscrit MH (1989) |              |

## Islam
| Monument         | Adresse                    | Coordonnées                 | Photographie |
| ---------------- | -------------------------- | --------------------------- | ------------ |
| Mosquée En-Nour  | 6 Impasse Clément Desormes | 47° 20′ 15″ N, 5° 03′ 50″ E |              |
| Mosquée Al-Imane | 1 Allée du Doubs           |                             |              |
| Mosquée El-Khair | 19 Rue Charles Dumont      |                             |              |

## Témoins de Jéhovah
| Monument | Église           | Adresse                   | Coordonnées | Photographie |
| -------- | ---------------- | ------------------------- | ----------- | ------------ |
| Église   | salle du Royaume | 3 Impasse Georges Claudon |             |              |

## L'Église de Jésus-Christ
| Monument | Église                                                 | Adresse                         | Coordonnées                 | Photographie |
| -------- | ------------------------------------------------------ | ------------------------------- | --------------------------- | ------------ |
| Église   | L'Église de Jésus-Christ des Saints des Derniers Jours | 15 rue Père Charles de Foucauld | 47° 18′ 37″ N, 5° 00′ 10″ E |              |